# Escut de Torrent (Horta Sud)
L'escut de Torrent és un símbol representatiu oficial del municipi valencià de Torrent (l'Horta Sud). Té el següent blasonament:
| « | Escut quadrilong de punta redona. En camp de gules, tres torres d'argent mal ordenades, maçonades i aclarides de sable, acostada la superior de dues estrelles d'or de vuit puntes. Al timbre, corona reial oberta. | » |

## Història
L'escut s'aprovà per Resolució del 8 de novembre de 2002, del conseller de Justícia i Administracions Públiques. Publicat en el DOGV núm. 4.398, del 13 de desembre de 2002.
Es tracta de l'escut tradicional de la ciutat, amb les torres com a senyal parlant al·lusiu al nom de la localitat.